# Tatsunoko Production
Tatsunoko Production Co., Ltd. (яп. 株式会社竜の子プロダクション или 株式会社タツノコプロダクション Кабусики-гайся Тацуноко Пуродакусён), часто сокращаемая до Tatsunoko Pro (яп. 竜の子プロ или タツノコプロ Тацуноко Пуро) — японская анимационная компания. Основана в октябре 1962 года Тацуо Ёсидой вместе с его братьями Кэндзи и Тоёхару (или по псевдониму «Иппэй Кури»). Название студии имеет двойное значение в японском: одно — «ребёнок Тацу» (Тацу — прозвище Тацуо), а второе — «морской дракон», что послужило основой для лого компании в виде морского конька.

## История
С момента создания студия ориентировалась на произведения для трансляции по телевидению в противовес конкурентной студии Toei Animation, в основном интересовавшейся полнометражными лентами, но перешедшей и на телевидение после создания Tatsunoko. Дебют студии состоялся в 1965 году сериалом Space Ace. С тех пор много легендарных фигур аниме-индустрии работали с Tatsunoko: например, Хироси Сасагава, Коити Масимо, Кацухиса Ямада и Хидэаки Анно.
Переведенные и перемонтированные версии наиболее успешных работ студии, таких как «Гонщик Спиди» (1967), Gatchaman (1972) и Samurai Pizza Cats (1990) Хироси Сасагавы, указываются как привлекшие международное внимание к японской анимации. Несмотря на уклон в работах студии в приключения и научную фантастику, Tatsunoko также известна и фэнтезийными произведениями для детей, такими как Minashigo Hutch (1970), The Adventures of Pinocchio (1972), Temple the Balloonist (1977), The Littl’ Bits (1980) и основанной на Библии «Суперкниге» (1981).
В июне 2005 года Takara приобрела большую часть акций студии, и Tatsunoko стала отделением Takara Tomy, новой компании, созданной в результате объединения Takara и TOMY Co., Ltd. в 2006 году.
Некоторые существующие ныне студии уходят корнями в Tatsunoko Production I.G была изначально создана как I.G. Tatsunoko, отделение для работы над аниме Zillion, руководимое Мицухисой Исикавой. Студия Xebec также исторически связана с Tatsunoko, так как она является отделением Production I.G, а работавший ранее в Tatsunoko Коити Масимо впоследствии основал Bee Train.
2 июня 2010 года компания I.G. Port (материнская компания для Production I.G) объявила о приобретении 11,2 % акций Tatsunoko. Директор Production I.G Мицухиса Исикава начал частично работать на студии в качестве режиссёра.
Штаб-квартира Tatsunoko располагается в городе Кокубундзи провинции Токио.

## Аниме

### 1960-е
- Space Ace (Uchuu Ace) (1965)
- Mach Go Go Go («Гонщик Спиди») (оригинальный сериал) (1967)
- Oraa Guzura Dado (оригинальный сериал) (1967)
- Dokachin the Primitive Boy (или просто «Dokachin») (1968)
- Judo Boy (Kurenai Sanshiro) (1969)
- The Genie Family (Hakushon Daimaō) (1969)

### 1970-е
- The Adventures of Hutch the Honeybee (Mitsubachi Monogatari Minashigo Hacchi и La Abeja Hutch) (1970)
- The Funny Judo Champion (Inakappe Taisho) (1970)
- Hippo and Thomas (Kabatotto) (1971)
- Animentari Ketsudan (1971)
- Mokku of the Oak Tree (Saban’s Adventures of Pinocchio) (1972)
- Science Ninja Team Gatchaman (Kagaku Ninja-Tai Gatchaman) (также Battle of the Planets, G-Force: Guardians of Space, Comando G: La Batalla de los Planetas, Fuerza G) (1972)
- Tamagon the Counselor (Kaiketsu Tamagon) (1972)
- Demetan Croaker, The Boy Frog (1973)
- Neo-Human Casshern, также просто Casshan (Shinzo Ningen Casshan) (1973)
- New Honeybee Hutch (Shin Minashigo Hutch) (1974)
- Hurricane Polymar (1974)
- The Song of Tentomushi [Ladybug] (Tentomushi no Uta) (1974—1976)
- Time Bokan (1975)
- Tekkaman: The Space Knight (Uchū no Kishi Tekkaman) (1975)
- Goliath the Super Fighter (Gowappā 5 Godam или Gowapper 5 Godam) (1976)
- Paul’s Miraculous Adventure (Paul no Miracle Daisakusen) (1976—1977)
- Yatterman (Time Bokan Series Yatterman) (1977)
- Temple the Balloonist (Fūsen Shōjo Tenpuru-chan) (также Temple the Balloonist, Sabrina’s Journey) (1977—1978)
- Ippatsu Kanta-kun («Home Run» Kanta-kun) (1977—1978)
- Tobidase! Machine Hiryuu (1977, вместе с Toei Doga)
- Gatchaman II (Kagaku Ninja-Tai Gatchaman Tsū) (также Eagle Riders) (1978)
- Zenderman (или Zendaman) (1979)
- Gordian Warrior (Tōshi Gordian) (1979)
- Gatchaman F, также Eagle Riders(Kagaku Ninja-Tai Gatchaman Faitā) (1979)
- Daddy-Long-Legs (Ashinaga Ojisan) (1979, дополнение для телевидения)

### 1980-е
- The Littl' Bits (Mori no Yoki na Kobitotachi: Berufi to Rirubitto) (1980)
- Rescueman (Time Patrol Tai Otasukeman) (1980)
- Muteking, The Dashing Warrior (Tondemo Senshi Mutekingu) (1980-81)
- Firebird (Yattodetaman) (1981)
- Gold Lightan, The Gold Warrior (Ougon Senshi Gold Lightan) (1981)
- Superbook Первый сезон (Anime Oyako Gekijo) (1981-82)
- Dashu Kappei (Dash! Kappei a.k.a. Gigi la Trottola, Chicho Terremoto) (1981-82)
- Gyakuten! Ippatsuman (1982)
- The Super Dimension Fortress Macross (1982) (создано Studio Nue)
- The Flying House (Taimu Kyoshitsu: Tondera Haosu no Daiboken) (1982-83)
- Mirai Keisatsu Urashiman (Future Police Urashiman) (1983)
- Itadakiman (1983)
- Genesis Climber Mospeada (1983)
- Superbook Сезон второй (Pasokon Toraberu Tanteidan) (1983)
- Starzan S (1984)
- Super Dimension Cavalry Southern Cross (1984)
- The Super Dimension Fortress Macross: Do You Remember Love? (1984) (создана Studio Nue)
- Yoroshiku Mekadokku (What’s Up Mechadoc? a.k.a. A Tutto Gas) (1984-85)
- Honou no Alpine Rose (a.k.a. Judy and Randy) (1985)
- Time Travel Tondekeman (a.k.a Time Quest Tondekema!) (1985)
- Shouwa Aho Soushi: Akanuke Ichiban (1985)
- Роботех Адаптация Macross, Southern Cross и Mospeada (1985)
- Hikari no Densetsu (1986)
- Doteraman (1986)
- Outlanders (создано AIC на правах с Tatsunoko; не указано на сайте Tatsunoko) (1986)
- Akai Kodan Zillion (1987)
- Oraa Guzura Dado (цветной ремейк) (1987)
- Legend of Heavenly Sphere Shurato (1989)
- Konchū Monogatari: Minashigo Hutch (новый сериал) (1989)

### 1990-е
- Samurai Pizza Cats (Kyatto Ninden Teyande) (1990)
- Robin Hood no Daibōken (1990)
- Legend of Heavenly Sphere Shurato: Sōsei e no Antō (1991)
- Uchu no Kishi Tekkaman Blade (Space Knight Tekkaman Blade) (1992)
- Casshan: Robot Hunter (1993)
- Video Girl Ai (1993; создано IG Tatsunoko)
- Time Bokan: Royal Revival (1994)
- Shirayuki Hime no Densetsu («The Legend of Princess Snow White») (1994)
- Tekkaman Blade II (1994)
- Gatchaman (1994)
- Dokkan! Robotendon (1995)
- Neon Genesis Evangelion (1995, производство совместно с Gainax)
- Cinderella Monogatari (1996)
- New Hurricane Polymar (1996)
- Mach Go Go Go (Speed Racer X) (1997)
- Generator Gawl (1998)
- Seikimatsu Densetsu: Wonderful Tatsunoko Land (1999)

### 2000-е
- Time Bokan 2000: Kaitou Kiramekiman (2000)
- The SoulTaker (2001)
- Nurse Witch Komugi (совместно с Kyoto Animation) (2002)
- Карас (2005) — работа к 40-летнему юбилею Tatsunoko
- Yobarete Tobidete! Akubi-chan (2001; спин-офф The Genie Family)
- Akubi Girl (2006; ремейк Yobarete Tobidete! Akubi-chan)
- Yatterman (2008; ремейк сериала 1977 года)
- Yatterman (OVA)
- Casshern Sins (2008; ремейк сериала 1973 года; производство совместно с Madhouse)
- Metal Fight Beyblade (премьера 5 апреля 2009 года; в сотрудничестве с SynergySP)

### 2010-е
- Hutch the Honeybee ~Yuki no Melody~ (2010; фильм-ремейк телесериала 1970 года)
- Yozakura Quartet ~Hoshi no Umi~ (2010; в сотрудничестве с KMMJ Studios)
- Princess Resurrection (2010; ремейк оригинального телесериала)
- Gatchaman (2011; совместно с Imagi Animation Studios)
- Sket Dance (2011)
- C (2011)
- Namiuchigiwa no Muromi-san (2013)
- Kimi no Iru Machi (2013)
- Psycho-Pass 2 (2014)
- Transformers: Titans Return (2017—2018)
- Transformers: Power of the Primes (2018)
- The Price of Smiles (2019)
- King of Prism: Shiny Seven Stars (2019)